# كيندرا أبلتون
كيندرا أبلتون (بالإنجليزية: Kendra Appleton)‏ هي ممثلة أسترالية، ولدت في 1995 في City of Shoalhaven ‏ في أستراليا.

## وصلات خارجية
- كيندرا أبلتون على موقع IMDb (الإنجليزية)
- كيندرا أبلتون على موقع قاعدة بيانات الفيلم (الإنجليزية)